# Oscar Bloch (lingvist)
Oscar Bloch, född den 8 maj 1877 i Le Thillot, död den 15 april 1937 i Paris, var en fransk romanist och dialektolog, bror till historikern Camille Bloch (1865-1949), far till etruskologen Raymond Bloch (1914-1997)..
Bloch habiliterade sig med arbetena Les Parlers des Vosges méridionales (arrondissement de Remiremont, département des Vosges), étude de dialectologie (Paris 1917, Marseille 1978) och Atlas linguistique des Vosges méridionales (Paris 1914, 1917). Han var lärare vid Lycée Buffon (1917-37) och från 1926 (som efterträdare till sin lärare Jules Gilliéron) Directeur d'études för galloromansk dialektologi vid École pratique des hautes études. 
Därjämte hade han lärouppdrag vid Sorbonne och vid École Normale Supérieure de Fontenay. Tillsammans med Adolphe Terracher (1881-1955) grundade han 1925 tidskriften Revue de linguistique romane. Tillsammans med sin lärarkollega René Georgin författade han en flitigt använd fransk modersmålsgrammatik, som utkom från 1936 till 1960.